# Heike Horstmann
Heike Horstmann, född Schmidt, 1 september 1971 i Plettenberg I Tyskland är en tysk före detta handbollsspelare och handbollstränare. 

## Karriär
Sina ungdomsår spelade hon i TuS Plettenberg 1983 till 1988 och  SSV Sundern 1988 till 1989 . Vid 18 års ålder började hon spela för Vfl Oldenburg och spelade kvar till 1993. Sedan tillbringade hon två år den bästa klubben i Tyskland i början av 1990-talet TuS Walle Bremen. Hon återvände därefter till Vfl Oldenburg under tre år. Hon spelade 1998 till 1999 för Buxtehuder SV innan hon avslutade karriären med sex år i Vfl Oldenburg. Hon spelade för Oldenburg i 13 år av sina 16 spelår som senior. Sina stora meriter som tyska cupen 1994 och 1995 samt mästerskapet samma år vann hon med Tus Walle Bremen. Hon vann 1994 också cupvinnarcupen i handboll med Bremen.
Heike då Schmidt spelade i det tyska ungdomslandslaget 1991. Hon debuterade samma år som spelare i Tysklands damlandslag i handboll och spelade sedan 168 matcher för det tyska landslaget med 372 gjorda mål. Främsta meriten var ett brons vid VM 1997. Hon spelade kvar i det tyska landslaget till EM 2004.
Efter sin spelarkarriär tog hon över som assisterande tränare för det tyska damlandslaget i juli 2005. Hon var med och ledde laget till ett brons i VM 2007. Efter att hennes son föddes 2008 slutade hon som assisterande landslagstränare. Tio år senare tog hon över samma post igen. Efter VM 2019 avgick hon.

## Meriter i klubblag
- Vinnare av tyska mästerskapet 1993 och 1994 med Tus Walle Bremen
- Vinnare av tyska cupen 1993 och 1994 med Tus Walle Bremen
- Vinnare av cupvinnarcupen i handboll 1994 med Tus Walle Bremen